# Mustalites
Els mustalites (àrab: المستعلية, al-mustaʿliyya) són una secta islàmica de l'ismaïlisme (que al seu torn és una branca del xiisme) que pren el nom d'al-Mustalí, novè califa fatimita legítim, successor del seu pare, al-Mustànsir. En canvi, el nizarisme, l'altra branca actual de l'ismailisme, encapçalada per l'Aga Khan IV, es basa en la creença que el novè califa fou en realitat el germà gran d'al-Mustalí, Nizar.

## Origen dels mustalites
Els mustalites van aparèixer a Egipte en temps del govern fatimita, i després van traslladar el seu centre religiós al Iemen, i van consolidar al Nord de l'Índia en el segle xi, mercès missioners ismailites Ahmed i Abdullah (al voltant de l'any 1067 dC (460 dC). També van ser enviats a l'Índia en aquest temps. Van enviar Syedi Nuruddin a Dongaon per cuidar la part sud i Syedi Fakhruddin a Rajasthan oriental, Índia.
a la tasca dels through missionerss (dawah). També hi ha alguns mustalites a Síria.

## Divisió dels fatimites mustalites: tayyibites i hafidhites
Aviat va esclatar un altre cisma: el seu fill i successor al-Àmir (1101–1130) fou assassinat el 1130. Vuit mesos abans, havia designat successor el seu fill at-Tàyyib, però un cosí, Abu-l-Maymun Abd-al-Majid (1130–1149), fou proclamat regent oficialment a l'espera del naixement d'un fill del califa difunt, ja que la reina estava embarassada. Del que havia passat amb at-Tàyyib, no es va donar cap explicació, i la seva sort és desconeguda. Quatre dies després, un cop d'estat d'al-Àfdal Kutayfat va declarar deposada la dinastia i va proclamar la sobirania del dotzè imam, però el desembre de 1131 Kutayfat fou enderrocat i Abd-al-Majid va retornar al poder com a regent fins al febrer de 1131, quan fou proclamat califa amb el títol d'al-Hàfidh.

### Hafidhites fins a la desaparició
Aquesta successió irregular fou acceptada per la direcció religiosa i els seus partidaris foren coneguts com a hafidhites (hafidhiyya) o majidites (majidiyya); només un petit nombre es va declarar pels drets d'at-Tàyyib.
Els hafidhites al Iemen tenien el suport dels zuràyides d'Aden, i d'algun sobirà hamdanita de Sanaà ocasionalment, però la majoria va seguir la tendència tayyibita, igual que va fer la comunitat ismaïlita a l'Índia, sempre lligada al Iemen.
Però, el 1171 fou enderrocat el Califat Fatimita, i la tendència hafidhita va desaparèixer ràpidament. El fill del darrer califa, Dawud, fou reconegut com a imam (era l'hereu amb el títol d'Hamid lillah), però fou fet presoner pels aiubites i no va poder fer res i, després d'una conspiració fatimita al Caire el 1172 o 1173, molts partidaris de la dinastia foren desterrats a l'Alt Egipte, únic lloc on l'activitat hafidhita fou apreciable.
El 1176/1177, un pretendent que deia ser Dawud, es va revoltar a Kift (Alt Egipte) sense èxit. A la mort del verdader Dawud a la seva presó al Caire, els fatimites van obtenir permís per a un dol públic i, en fer-lo, els principals caps del moviment foren arrestats.
A Dawud, el va succeir el seu fill Sulayman, però va morir sense fills a la presó el 1248; alguns partidaris van dir o van creure que havia deixat un fill que estava amagat. El 1298, un pretendent que deia ser Dawud ibn Sulayman ibn Dawud es va revoltar a l'Alt Egipte sense èxit.
Al Iemen, el domini aiubita va posar fi al corrent hafidhita.

### Els tayyibites fins alseglexvi
Els defensors dels drets d'al-Tayyib foren anomenats tayyibites (tayyibiyya) o amirites (amiriyya); aquesta darrera tendència va tenir el suport dels ismaïlites del Iemen i, amb l'encoratjament de la reina al-Sayyida, es va fundar una branca separada dirigida per Dhuayb ibn Musa, al qual va succeir el 1151 Ibrahim al-Hamidi; després de la mort de la reina el 1138, i sense cap suport, van continuar predicant amb notable èxit. Després de ser dirigida pels descendents d'Ibrahim al-Hamidi com a dais mutlaks fins al 1209, va estar dirigida després per Ali ibn Muhammad al-Walid (mort el 1215) i als seus descendents (els Banu l-Walid) i va existir fins al 1539, amb centre a les muntanyes d'Haraz i des del segle xiv (amb el suport dels Banu Hamdan de Sanà) a la fortalesa de Dhu Marmar.
Els tayyibites o amirites d'Egipte i Síria van deixar de ser esmentats per 50 anys, però el 1323 s'esmenten ismaïlites tayyibites a Usfun a l'Alt Egipte i una comunitat a Síria, a la Bekaa, prop de Safad; aïllades, no devien subsistir gaire temps.
Les comunitats tayyibites de l'Índia, vinculades a les del Iemen, van subsistir, però al segle xv hi va haver persecucions religioses al Gujarat i molts es van convertir al sunnisme. El 1539, un indi va assolir el càrrec de dai mutlak i la direcció del moviment ismaïlita va passar al Gujarat.

#### Divisió dels tayyibites: duwadites i sulaimanites
El 1591, es va morir el 26è daï mutlak Dawud ibn Adjabshah i la successió fou problemàtica. Dawud Burhan al-Din fou reconegut a l'Índia, però el seu delegat al Iemen Sulayman ibn Hasan al-Hindi va reclamar la successió, per a la qual deia que havia estat nomenat pel daï difunt. Això va dividir el moviment en duwadites i sulaimanites.

##### Dawudites fins al dia d'avui
Els dawudites, amb força a l'Índia, van seguir com a comunitat; van patir alguna persecució sota Aurangzeb al final del segle xvii. El 1785, el centre del daï mutlak es va establir a Surat. El 1966, Muhammad Burhan al-Din va succeir com a daï mutlak al seu pare Tahir Sayf al-Din; n'hi ha comunitats a Gujarat, Bombai i Índia central (a més d'uns quants al Iemen, a l'Haraz).

##### Sulaimanites
Els sulaimanites van tenir força al Iemen i el càrrec de daï mutlak va passar el 1640 a Ibrahim ibn Muhammad ibn Fadh, de la família Makrami, en la qual va restar excepte petites interrupcions.

###### Dinastia makràmida de la branca sulaimanita
Els daïs makràmides es van establir a Nadjran amb el suport dels Banu Yam i abans del 1719 van conquerir l'Haraz i van mantenir el domini de la regió, tot i els repetits atacs zaidites. El daï Hassan ibn Hibat Allah (mort el 1775) va conquerir Hadramaut temporalment. Finalment, foren expulsats de l'Haraz pel general otomà Ahmad Mukhtar Pasha el 1872, que va ocupar la fortalesa principal d'Attara i va fer matar a traïció el daï Hasan ibn Ismail al-Shibam al-Makrami. El 1939, encara Djamal al-Din Ali ibn Husayn al-Majrami succeïa al seu pare com a daï mutlak, però aquesta direcció és merament honorífica.